# 側防塔

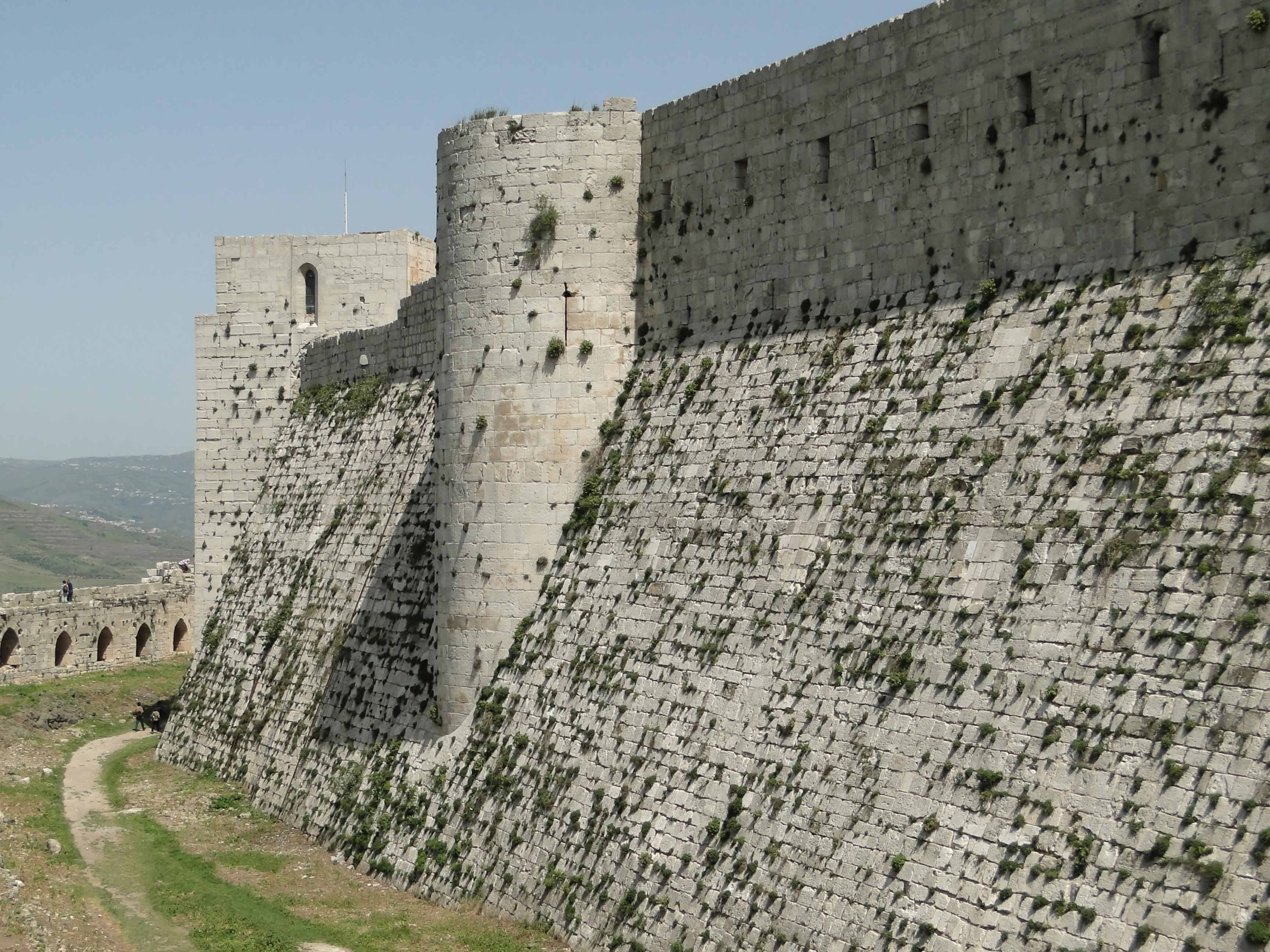
円形の側防塔

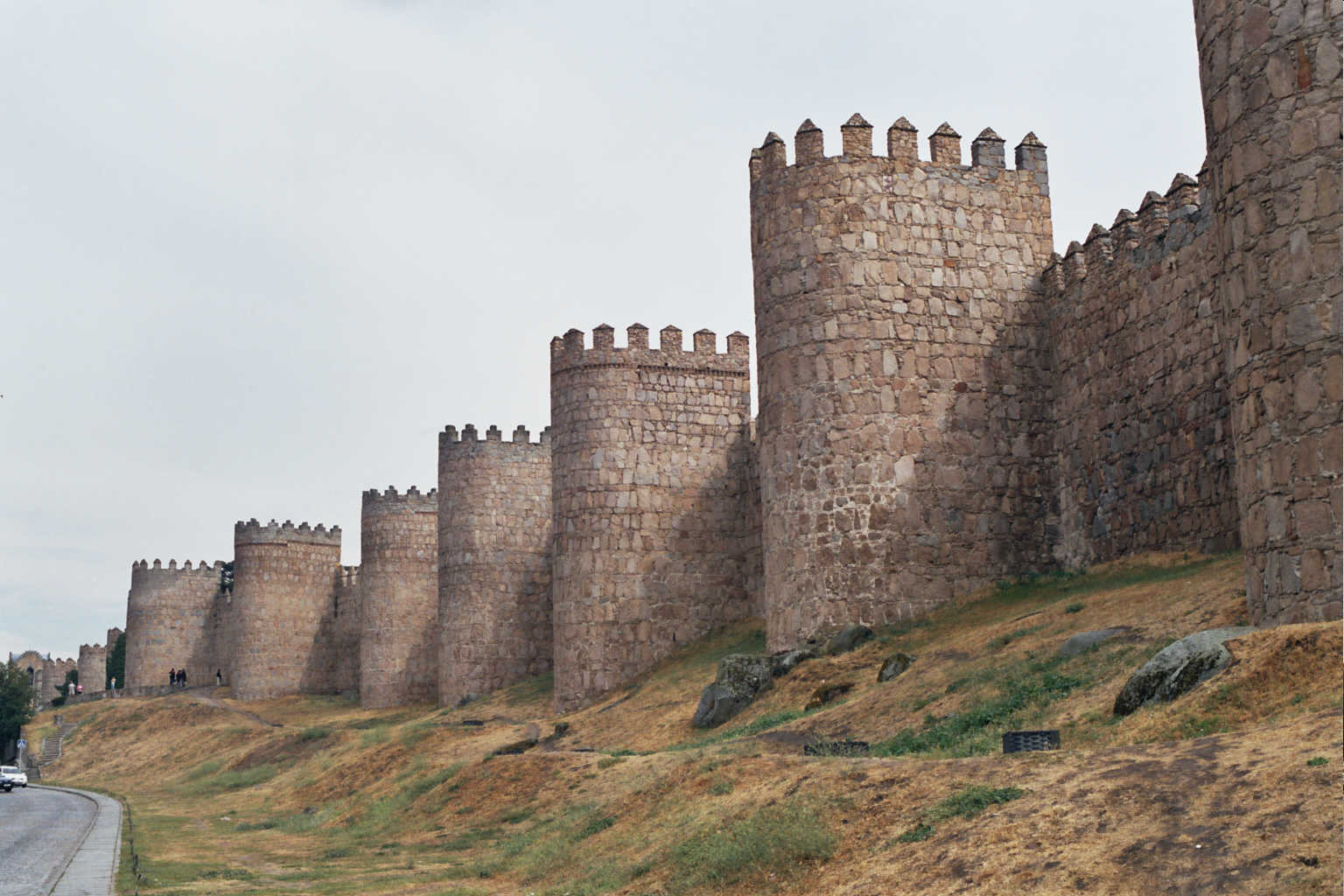
D形の側防塔

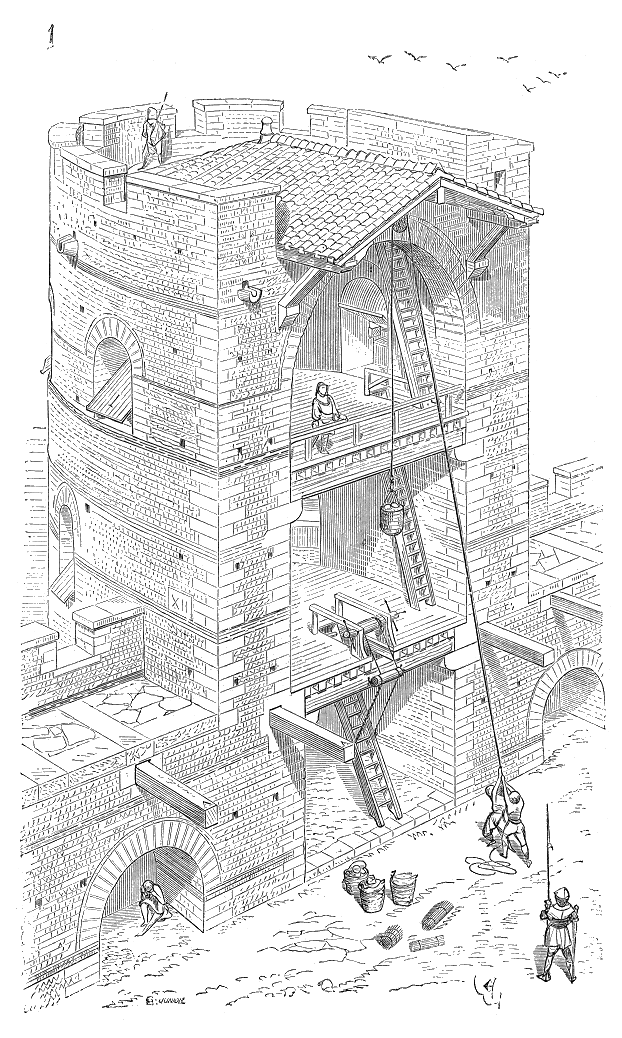
後面開放型のD形側防塔

側防塔（そくぼうとう、英語: fortified tower, defensive tower, castle tower）は、古代から中世にかけてのヨーロッパや中近東で城や城壁の一部として建てられた軍事建築物。日本語で側防塔、側壁塔、防衛塔、城壁塔または単に塔と表記される。英語では、側防塔の中でも城壁の角に建てられるものはcorner tower、それ以外をflanking towerと使い分けていることもある。

## 構造
幕壁（カーテンウォール）から外側に突出した側防塔を設置することによって、壁面に取り付く敵に対して側射（横矢掛かり）ができ、より高い塔上で監視ができるようになった。中世においては、11世紀〜12世紀頃から側防塔が広く用いられるようになったとされる。その形状は、四角形（角柱）、多角形（多角形柱）、円形（円柱）、D形（半円形または馬蹄形）などがある。当初は四角形（角柱形）の塔が多用され、12世紀後半に十字軍が中東から学んだカタパルト (投石機)が使われるようになると、投石機から飛来する石弾の衝撃を逸し吸収するため、直方体の塔は多角形を経て円筒形になり、また壁の厚みも増していった。側防塔の中には城内側の壁面を省略した後面開放型のものもあった。
側防塔の上部（屋上）には、幕壁上部の通路部と同じく狭間付き胸壁が設けられており、塔の側面にも狭間窓（射眼、銃眼）があり、射手の視界を十分確保する構造になっていた。

## 類似
城を防御する側が隣接する壁に対して援護射撃するための突き出た場所には、より小型のタレットや張り出し櫓（バルティザン）もあった。これらは大型の側防塔に比して比較的安価に建てられるので、戦術上有利な地点に簡便に設置された。これらの中には土台がないものもあり、土台を掘削されるおそれがないという利点もあった。

## 防衛の工夫
塔内の階段は螺旋階段になっており、上に登ってくる敵の右手に持った武器が壁にぶつかり、味方の振るう武器は干渉しないようになっている。

## バリエーション
- Mauerturm - 城壁や市壁と接続しているタイプの塔の総称
- Flankierungsturm（または、Flankenturm） - 城壁や市壁に接続しながらも、前に突き出たタイプ
- Schalenturm（または、Schanzturm、Halbturm）- 後面に壁を作らず開放している塔。その塔が攻略されても、さらに内側から侵略した敵に遮蔽物なしで攻撃を行えるようになっている。
- 張り出し櫓（バルティザン） - 壁の上部から突き出している塔
- Batterieturm - 多数の銃眼が備えられた円形・半円形の塔
- Bärwindmühle（ドイツ語版） - 風車が上に設置された塔